# Мацко, Николай Викторович
Николай Мацко (род. 5 августа 1988) — белорусский самбист и дзюдоист, чемпион и призёр чемпионатов Белоруссии по дзюдо, победитель летней Универсиады 2013 года в Казани. Мастер спорта международного класса. Милиционер ОМОНа полка патрульно-постовой службы УВД Гродненского облисполкома.

## Семья
Отец занимался вольной борьбой, был разрядником и членом сборной команды Белорусской ССР. Под его руководством сыновья Николай и Сергей приобщились к спорту. Брат Сергей Мацко — чемпион мира по гиревому спорту.

## Спортивные результаты
- Открытый чемпионат Белоруссии по дзюдо среди молодёжи 2009 года — ;
- Чемпионат Белоруссии по дзюдо 2006 года —  (абсолютная категория);
- Чемпионат Белоруссии по дзюдо 2007 года —  (до 100 кг);
- Чемпионат Белоруссии по дзюдо 2007 года —  (абсолютная категория);
- Чемпионат Белоруссии по дзюдо 2010 года —  (до 100 кг);
- Чемпионат Белоруссии по дзюдо 2011 года — 5 место (до 100 кг);
- Чемпионат Белоруссии по дзюдо 2012 года —  (до 100 кг);
- Чемпионат Белоруссии по дзюдо 2013 года — 5 место (до 100 кг);